# Гумилин, Николай Иванович
Николай Иванович Гумилин (7 (19) мая 1869 — после 1917) — священник, член III Государственной думы от Тверской губернии.

## Биография

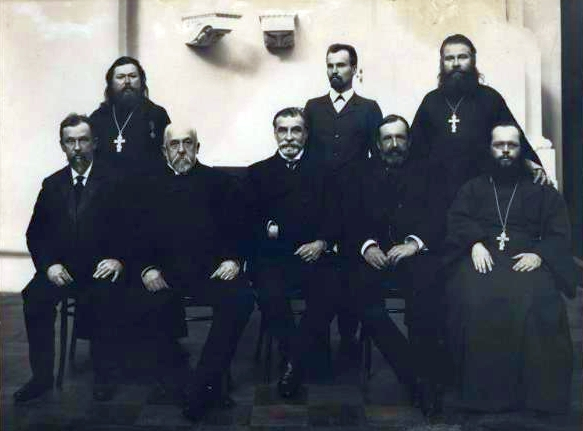
Депутаты Государственной Думы III созыва от Тверской губернии. Н. И. Гумилин — первый слева, стоит.

Сын священника. По окончании Тверской духовной семинарии в 1890 году состоял псаломщиком при Успенском соборе города Зубцова. В 1893 году был рукоположен в священники и определён к Троицкой церкви села Иружи Зубцовского уезда. Благодаря его заботам в селе была достроена каменная церковь. В 1901 году, по прошению, был перемещён в Зубцов, где был настоятелем Троицкой церкви. Кроме того, состоял наблюдателем церковно-приходских школ Зубцовского уезда, членом уездного отделения епархиального училищного совета, гласным уездного земского собрания и членом комитета попечительства о народной трезвости.
В 1907 году был избран членом III Государственной думы от Тверской губернии. Входил во фракцию октябристов, со 2-й сессии — во фракцию умеренно-правых, с 3-й сессии — в русскую национальную фракцию. Состоял членом комиссий: по народному образованию, по делам православной церкви, а также по исполнению государственной росписи доходов и расходов.
В 1912 году был назначен настоятелем Спасо-Преображенской церкви города Ржева. В 1916 году — председатель совета епархиального женского училища во Ржеве. Дальнейшая судьба неизвестна.